# Eutonnoiria edwardsi
Eutonnoiria edwardsi är en tvåvingeart som först beskrevs av Tonnoir 1939.  Eutonnoiria edwardsi ingår i släktet Eutonnoiria och familjen fjärilsmyggor.
Artens utbredningsområde är Uganda. Inga underarter finns listade i Catalogue of Life.